# James Thomson (matemático)
James Thomson (13 de noviembre de 1786 - 12 de enero de 1849) fue un matemático irlandés, notable por su papel en la formación de la escuela de termodinámica en la Universidad de Glasgow. Fue padre del célebre físico William Thomson, más conocido como Lord Kelvin.

## Biografía
Nacido en una familia de escoceses del Úlster el 13 de noviembre de 1786, fue el cuarto hijo de Agnes Nesbit y James Thomson, un pequeño granjero. Vivió sus primeros años de vida en Annaghmore, cerca de Ballynahinch en el condado de Down, en Úlster. Su primera educación vino por parte de su padre. Posteriormente fue enviado a una escuela en Ballykine, cerca de Ballynahinch, regentada por Samuel Edgar, padre de John Edgar. Aquí, Thomson se convirtió pronto en su asistente.
Deseando convertirse en ministro de la iglesia presbiteriana, en 1810 ingresó a la Universidad de Glasgow, donde estudió durante varias cursos mientras ejercía como docente en la escuela Ballykine durante el verano. Se graduó en 1812 y dos años más tarde fue nombrado director de la escuela de aritmética, contabilidad y geografía en la recién creada Royal Belfast Academical Institution; y en 1815 fue profesor de matemáticas en su departamento. 
En 1817, Thomson se casó con Margaret Gardiner (fallecida en 1830), la hija mayor de William Gardiner de Glasgow. Tuvieron cuatro hijos y tres hijas, incluidos James (1822–1892) y William, posteriormente conocido como Lord Kelvin (1824–1907), los dos hijos mayores.
En 1829 la Universidad de Glasgow le otorgó el título honorario de LLD, donde en 1832 fue nombrado profesor de matemáticas. Ocupó este cargo hasta su muerte el 12 de enero de 1849. Thomson está enterrado con su familia en la ladera norte de la Necrópolis de Glasgow. La tumba es fácilmente identificable debido al moderno monumento dedicado a Lord Kelvin, edificado a su lado.

## Obras
- Arithmetic (1819), Belfast; 72.ª ed. Londres, 1880.
- Trigonometry, Plane and Spherical (1820), Belfast; 4ª ed. Londres, 1844.
- Introduction to Modern Geography (1827), Belfast.
- The Phenomena of the Heavens (1827), Belfast.
- The Differential and Integral Calculus (1831); 2ª ed. Londres, 1848.
- Euclid (1834).
- Atlas of Modern Geography
- Algebra (1844).